# Неоосманизм
Неоосманизм (неооттоманизм) (тур. Yeni Osmanlıcılık) — политическая идеология в Турции. Её содержание заключается в наращивании политического влияния Турции в странах, ранее входивших в состав Османской империи, преемником которой рассматривается современная Турция. В последнее время понятие «неоосманизм» также ассоциируется с попытками возрождения культуры и традиций Османской империи в пределах Турции.
Понятие «неоосманизм» впервые было употреблено греческими СМИ после турецкого вторжения на Кипр в 1974 году.
В XXI веке этот термин стал обозначать направление в турецкой политике, где возрождение османских культурных традиций способствовало росту популярности Партии справедливости и развития (ПСР), которая затем стала правящей. Поддержка этой идеологии со стороны ПСР вызвала изменения в социальной политике Турции в ключе ранних традиций страны, что негативно повлияло на республиканские и светские достижения современной Турции. ПСР называла своих сторонников и своего основателя Реджепа Эрдогана (который был избран в 2014 году президентом) «Osmanlı torunu» (потомки османов). За изменениями во внутренней политике последовали изменения во внешней. Османизм в социальной сфере, который подвергался критике сторонниками секуляризма и поощрялся ПСР, послужил базой для перехода от системы парламентаризма к президентской республике, способствуя установлению сильного централизованного правительства, которое было в Османской империи. Критики обвиняли Эрдогана в том, что он управляет страной так, как будто бы он является султаном.

## История
Этот термин используется для описания турецкой внешней политики, проводимой ПСР с 2002 года, когда она пришла к власти во главе с Эрдоганом, который занял пост премьер-министра. Неоосманизм представляет собой кардинальный отход от идей кемализма, который представляет собой ориентацию на Запад, и целью которого является избежание нестабильности и религиозного фанатизма Ближнего Востока. Отход от концепции кемализма, начавшийся во время пребывания у власти Тургута Озала, теперь называют первым шагом к неоосманизму.

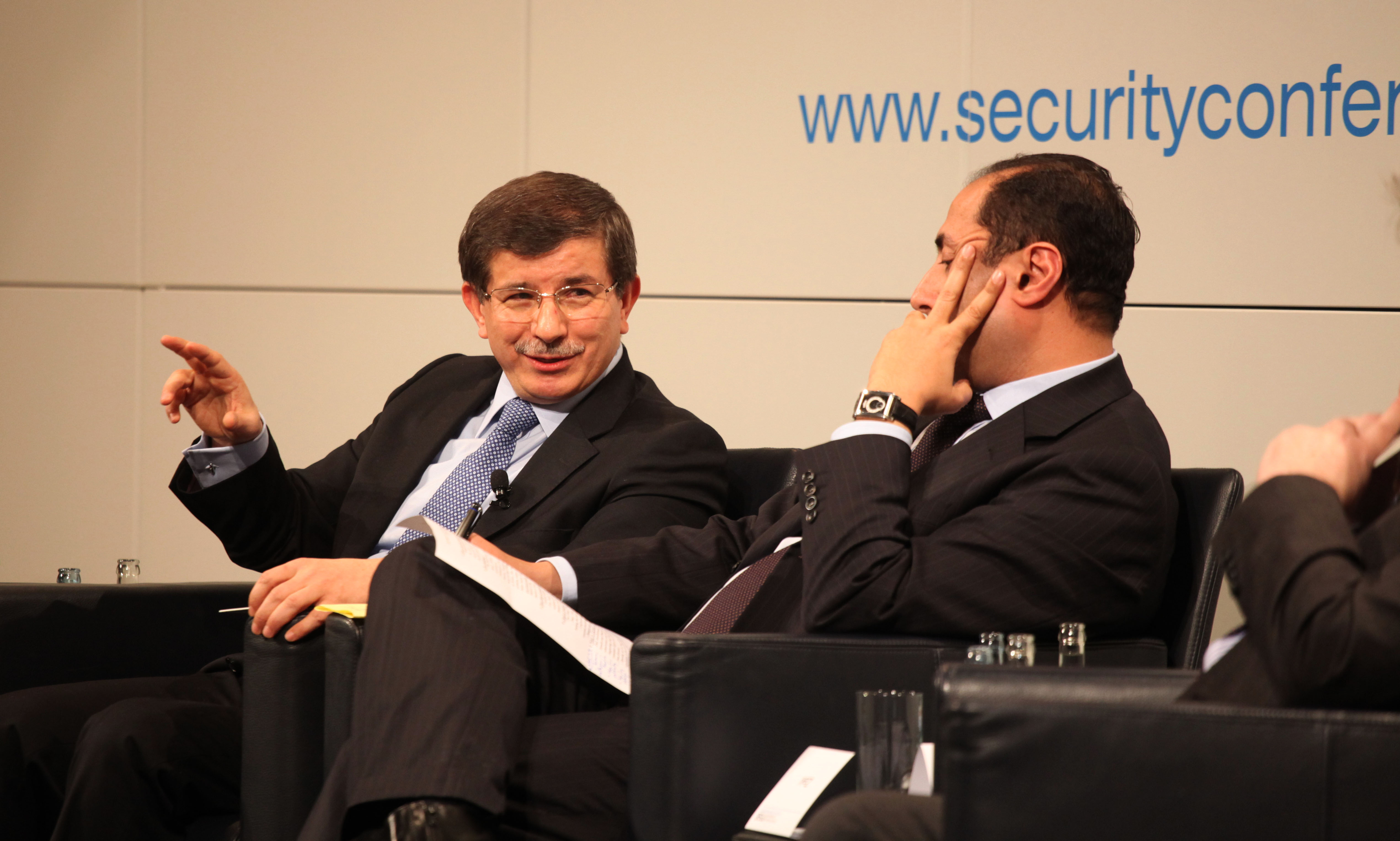
Министр иностранных дел Турции Ахмет Давутоглу и Хоссам Заки, первый заместитель министра иностранных дел Египта на Мюнхенской конференции по безопасности в 2010 году

Османская империя была могущественной державой, которая во время пика своего расцвета контролировала Балканы, большую часть Ближнего Востока, Северной Африки и Кавказа. Неоосманский курс внешней политики имеет своей целью укрепление влияния Турции в этих регионах, при этом она использует мягкую силу для достижения этих целей. Такая внешняя политика способствовала улучшению отношений Турции с её соседями, в частности с Ираком, Ираном и Сирией. Однако отношения Турции с Израилем, её традиционным союзником, ухудшились, особенно после войны в Газе в 2008—2009 годах и в 2010 году, после конфликта у берегов Газы.
Ахмет Давутоглу, турецкий министр иностранных дел с 2009 по 2014 годы и «главный архитектор» нового курса внешней политики, однако, сам осуждал использование термина «неоосманизм» с целью наименования новой внешней политики Турции. В своей речи он заявил, что «Турецкая республика — это современное национальное государство и оно имеет такой же статус, как и другие страны региона. Мы можем строить дипломатические отношения на равных началах с любой большой или маленькой страной, которая ранее находилась в составе Османской империи. Это то, чего требуют нормы современной дипломатии». 
По поводу нового курса внешней политики Турции в западных СМИ разгорелись дебаты о том, действительно ли проходит смещение «внешнеполитической оси» страны, или, другими словами, уходит ли Турция от Запада в направлении Ближнего Востока и Азии. Подобные опасения всё чаще появляются в западных СМИ, особенно в те моменты, когда всплывают всё новые турецко-израильские противоречия. Однако сам бывший президент Абдулла Гюль отвергал утверждения о том, что Турция изменила свою внешнеполитическую ориентацию.
«Ноль проблем» с соседями — это термин, который часто используется для описания новой внешней политики Турции. «Мягкая сила» рассматривается как особенно полезный инструмент для её проведения.
Премьер-министр Турции Ахмет Давутоглу подтвердил, что членство Турции в ЕС по-прежнему является стратегической целью.

## Критика
Современный российский философ и политолог Александр Дугин в своей книге «Евразийский реванш России» выступил с резкой критикой политики Эрдогана и предсказал скорое свержение его правительства и развал Турции. Он также заявил, что Турция на самом деле следует в курсе внешней политики США, а разрыв с Израилем носит показной характер.

В последние годы умеренно-исламистское правительство премьера Реджепа Тайипа Эрдогана отошло от евразийской модели, к которой присматривалось, несмотря на жёсткое столкновение с группой евразийских кемалистов. В ходе дела «Эргенекон», инспирированного провокаторами из ЦРУ, тысячи кемалистов и евразийцев, в том числе и всё руководство турецкого Генштаба, были сняты с должностей, и многие сотни из них брошены в тюрьму по подложным обвинениям в нарушении всех законов. Этот атлантистский и проамериканский виток Эрдогана получил название «неоосманской политики» и означал новую интеграцию Анкары в американский проект Великого Ближнего Востока. Эрдоган практически порвал связи с Ираном, сблизился с проамериканскими ваххабитскими режимами Саудовской Аравии и Катара и резко ухудшил отношения с Москвой. Поставив задачу усилить своё влияние в регионе с опорой на американцев и при тайном сговоре с Израилем, который воспользовался видимостью ухудшения отношений с Турцией, чтобы сблизиться с Грецией и скупить стратегически важные активы в области энергетики и земли, на случай нового и серьёзного столкновения с исламским миром — в первую очередь с Ираном, Эрдоган подорвал не только возможные евразийские оси (в частности, ось Москва — Анкара, которой я посвятил отдельную книгу, изданную на турецком языке несколько лет назад), но и поставил под угрозу целостность Турции — противопоставив правительству половину населения и создав предпосылки для новой волны курдского сепаратизма. Иными словами, «неоосманская политика» Эрдогана оказалась полным провалом и поставила под угрозу само существование Турции. Когда Эрдоган оказал поддержку ваххабитским проамериканским экстремистам в Сирии и оказался открыто по одну сторону баррикад с Израилем, стало очевидно, что он перешёл черту и что Турция обречена. Это была не флуктуация береговой зоны между Сушей (евразийство) и Морем (США и его региональные субимпериалистические прокси — Саудовская Аравия, Катар, Израиль, ваххабиты и т. д.), но однозначное встраивание в атлантизм, то есть прямой путь к самоубийству. Эрдоган оказался в положении Саакашвили 2008 года или Ющенко. До падения его режима и развала Турции остались считанные дни.